# صمد آرتیست می‌شود
صمد آرتیست می‌شود فیلمی به کارگردانی و نویسندگی پرویز صیاد ساختهٔ سال ۱۳۵۳ است.

## خلاصه داستان
یک گروه فیلمبرداری به روستای محل سکونت صمد (پرویز صیاد) می‌روند. در آنجا صمد میخواهد که بازیگر بشود و طی گذر داستانی پر ماجرا و البته خنده دار قرار میشود که توی یک فیلم بازی کند در همین حال بین بازیگران به سر دستگی صمد و سیاه لشکران درگیری هایی در روستا شکل می‌گیرد

## بازیگران
- پرویز صیاد
- مینو شفیع
- طوطی سلیمی
- حسین امیرفضلی
- محمد اسکندری
- قدرت‌الله انتظامی
- عنایت‌الله بخشی
- محمود بهرامی
- پروین دولتشاهی
- حسن رضیانی
- علی زاهدی
- بهمن زرین‌پور
- محمد سوهانکی
- رضا شفیع
- اسماعیل شیرازی
- باقر صحرارودی
- فرخ‌لقا هوشمند
- محمود گودرزی
- نجف‌علی هادی
- عباس نوروزی
- طاهرنیا
- علیرضا قوامی
- کریمی
- عبدالعلی همایون
- رضا هوشمند
- منوچهر یکتاوثوقی
- سید جلال طباطبایی
- اسماعیل شیرازی